# Mistrzostwa Polski Seniorów w Lekkoatletyce 1963
39. Mistrzostwa Polski Seniorów w Lekkoatletyce – zawody sportowe, które rozgrywane były w Bydgoszczy na stadionie WKS Zawisza w dniach 23–25 sierpnia 1963 roku.
Podczas mistrzostw Józef Szmidt ustanowił najlepszy wynik w 1963 na świecie w trójskoku, osiągając odległość 16,99 m, o 4 cm mniej od swego rekordu świata z 1960 roku. Rekord Polski ustanowił Wiesław Sarnecki w chodzie na 20 kilometrów wynikiem 1:32:08,2, a wyrównały Elżbieta Szyroka i Barbara Sobotta w biegu na 100 metrów rezultatem 11,4 oraz męska sztafeta 4 × 100 metrów Legii Warszawa czasem 41,4 s (w kategorii rekordów klubowych).

## Rezultaty
| NR – rekord Polski \| SB – najlepszy wynik w sezonie \| PB – rekord życiowy |

### Mężczyźni
| Konkurencja:                  | 1. miejsce                                                                         | Rezultat     | 2. miejsce                                                                             | Rezultat  | 3. miejsce                                                                                 | Rezultat  |
| Bieg na 100 m                 | Jerzy Juskowiak Orkan Września                                                     | 10,3         | Wiesław Maniak Legia Warszawa                                                          | 10,4      | Zbigniew Syka Zawisza Bydgoszcz                                                            | 10,6      |
| Bieg na 200 m                 | Marian Foik Legia Warszawa                                                         | 21,2         | Andrzej Badeński Legia Warszawa                                                        | 21,2      | Wojciech Cyruliczek Cracovia                                                               | 21,4      |
| Bieg na 400 m                 | Andrzej Badeński Legia Warszawa                                                    | 46,3         | Jerzy Kowalski Zawisza Bydgoszcz                                                       | 47,2      | Stanisław Swatowski Legia Warszawa                                                         | 47,3      |
| Bieg na 800 m                 | Henryk Maciąg Start Lublin                                                         | 1:51,0       | Eugeniusz Reszczyński Budowlani Bydgoszcz                                              | 1:51,1    | Jerzy Bruszkowski Zawisza Bydgoszcz                                                        | 1:51,1    |
| Bieg na 1500 m                | Witold Baran Zawisza Bydgoszcz                                                     | 3:42,8       | Bolesław Kowalczyk Zawisza Bydgoszcz                                                   | 3:43,6    | Kazimierz Zimny Lechia Gdańsk                                                              | 3:47,4    |
| Bieg na 5000 m                | Lech Boguszewicz Spójnia Gdańsk                                                    | 14:02,8      | Kazimierz Zimny Lechia Gdańsk                                                          | 14:02,8   | Jerzy Mathias Zawisza Bydgoszcz                                                            | 14:13,2   |
| Bieg na 10 000 m              | Edward Owczarek Gwardia Wrocław                                                    | 30:02,8      | Kazimierz Podolak Doker Gdynia                                                         | 30:05,8   | Stanisław Ożóg Wawel Kraków                                                                | 30:19,4   |
| Bieg maratoński               | Jacek Nowakowski Legia Warszawa                                                    | 2:33:20,6    | Euzebiusz Fert Pionier Strzelce Opolski                                                | 2:37:10,0 | Jan Morawiec ŁKS Łódź                                                                      | 2:42:15,6 |
| Bieg na 110 m przez płotki    | Edward Bugała Start Katowice                                                       | 14,7         | Roman Muzyk Wisła Kraków                                                               | 14,7      | Sylwester Biela Wisła Kraków                                                               | 14,8      |
| Bieg na 200 m przez płotki    | Bogusław Gierajewski AZS Warszawa                                                  | 24,0         | Andrzej Makowski Gwardia Warszawa                                                      | 24,3      | Sławomir Majewski AZS Warszawa                                                             | 24,5      |
| Bieg na 400 m przez płotki    | Bogusław Gierajewski AZS Warszawa                                                  | 52,1         | Zdzisław Kumiszcze Zawisza Bydgoszcz                                                   | 52,1      | Andrzej Makowski Gwardia Warszawa                                                          | 52,2      |
| Bieg na 3000 m z przeszkodami | Edward Szklarczyk Legia Warszawa                                                   | 8:54,0       | Edward Motyl Olimpia Poznań                                                            | 8:56,8    | Wiesław Kowalski Olimpia Poznań                                                            | 9:00,8    |
| Sztafeta 4 × 100 m            | Legia Warszawa Wiesław Maniak Edward Romanowski Andrzej Figurski Marian Foik       | 41,4 =NR     | Zawisza Bydgoszcz Zbigniew Syka Wiesław Kaniecki Stanisław Jakubowski Tadeusz Niemczyk | 41,8      | Orkan Poznań Adam Kaczor Jerzy Juskowiak Stefan Krystkowiak Marian Dudziak                 | 41,9      |
| Sztafeta 4 × 400 m            | Legia Warszawa Janusz Klat Stanisław Swatowski Tadeusz Kulikowski Andrzej Badeński | 3:13,5       | Zawisza Bydgoszcz Zdzisław Kumiszcze Jerzy Kowalski Witold Baran Jerzy Bruszkowski     | 3:14,7    | AZS Warszawa Włodzimierz Buczek Sławomir Majewski Tadeusz Piątkiewicz Bogusław Gierajewski | 3:18,4    |
| Chód na 20 km                 | Wiesław Sarnecki Konradia Gdańsk                                                   | 1:32:08,2 NR | Edmund Paziewski Konradia Gdańsk                                                       | 1:32:15,0 | Eugeniusz Ornoch Flota Gdynia                                                              | 1:33:42,0 |
| Skok wzwyż                    | Edward Czernik Lumel Zielona Góra                                                  | 2,04         | Ludwik Nowak AZS Gliwice                                                               | 2,01      | Marian Łysienko Górnik Zabrze                                                              | 2,01      |
| Skok o tyczce                 | Włodzimierz Sokołowski Legia Warszawa                                              | 4,65         | Ryszard Kester Spójnia Gdańsk                                                          | 4,40      | Janusz Gronowski Gwardia Warszawa                                                          | 4,30      |
| Skok w dal                    | Andrzej Stalmach Victoria Jaworzno                                                 | 7,54         | Zdzisław Majchrowicz AZS Poznań                                                        | 7,49      | Jan Jaskólski Zawisza Bydgoszcz                                                            | 7,20      |
| Trójskok                      | Józef Szmidt Górnik Zabrze                                                         | 16,99 SB     | Jan Jaskólski Zawisza Bydgoszcz                                                        | 15,98     | Ryszard Malcherczyk Legia Warszawa                                                         | 15,85     |
| Pchnięcie kulą                | Władysław Komar Lechia Gdańsk                                                      | 18,63        | Alfred Sosgórnik Górnik Zabrze                                                         | 18,30     | Eugeniusz Kwiatkowski Zawisza Bydgoszcz                                                    | 17,77     |
| Rzut dyskiem                  | Edmund Piątkowski Legia Warszawa                                                   | 56,58        | Zenon Begier Zawisza Bydgoszcz                                                         | 55,55     | Jerzy Klockowski Bałtyk Gdynia                                                             | 52,47     |
| Rzut młotem                   | Olgierd Ciepły Zawisza Bydgoszcz                                                   | 64,59        | Zdzisław Smoliński Legia Warszawa                                                      | 60,67     | Tadeusz Rut Legia Warszawa                                                                 | 59,72     |
| Rzut oszczepem                | Janusz Sidło Sparta Warszawa                                                       | 80,30        | Zbigniew Radziwonowicz Legia Warszawa                                                  | 77,56     | Józef Głogowski AZS Warszawa                                                               | 76,19     |

### Kobiety
| Konkurencja:              | 1. miejsce                                                                          | Rezultat | 2. miejsce                                                                            | Rezultat | 3. miejsce                                                                      | Rezultat |
| Bieg na 100 m             | Elżbieta Szyroka Baildon Katowice                                                   | 11,4 =NR | Barbara Sobotta AZS Kraków                                                            | 11,5     | Halina Górecka Górnik Zabrze                                                    | 11,8     |
| Bieg na 200 m             | Barbara Sobotta AZS Kraków                                                          | 24,3     | Elżbieta Szyroka Baildon Katowice                                                     | 24,7     | Halina Górecka Górnik Zabrze                                                    | 25,1     |
| Bieg na 400 m             | Janina Hase Lechia Gdańsk                                                           | 57,5     | Stefania Cybulko Stal Rzeszów                                                         | 57,8     | Wanda Chmielowska Błękitni Nowa Sól                                             | 59,1     |
| Bieg na 800 m             | Henryka Jóźwik Budowlani Kielce                                                     | 2:14,8   | Maria Mróz Budowlani Bydgoszcz                                                        | 2:15,4   | Pelagia Truchan AZS Olsztyn                                                     | 2:15,9   |
| Bieg na 80 m przez płotki | Maria Piątkowska Legia Warszawa                                                     | 11,1     | Bożena Woźniak AZS Poznań                                                             | 11,4     | Elżbieta Krzesińska Spójnia Gdańsk                                              | 11,6     |
| Sztafeta 4 × 100 m        | AZS Kraków Barbara Owczarek Danuta Straszyńska Mirosława Sałacińska Barbara Sobotta | 48,2     | Legia Warszawa Celina Gerwin Grażyna Abramowicz Krystyna Fijałkowska Maria Piątkowska | 48,3     | Baildon Katowice Władysława Kukwa Elżbieta Szyroka Renata Hein Krystyna Uliczka | 48,3     |
| Skok wzwyż                | Iwona Ronczewska AZS Wrocław                                                        | 1,66     | Jarosława Bieda AZS Kraków''                                                          | 1,63     | Gizela Paździor Górnik Zabrze''                                                 | 1,63     |
| Skok w dal                | Elżbieta Krzesińska Spójnia Gdańsk                                                  | 6,12     | Maria Piątkowska Legia Warszawa                                                       | 5,87     | Renata Hein Baildon Katowice                                                    | 5,64     |
| Pchnięcie kulą            | Jadwiga Kowalczuk Gwardia Warszawa                                                  | 14,73    | Stefania Kiewłen SLA Sopot                                                            | 14,48    | Bolesława Kołpuć Gwardia Olsztyn                                                | 13,73    |
| Rzut dyskiem              | Kazimiera Rykowska Gwardia Warszawa                                                 | 49,19    | Zyta Mojek Stal Mielec                                                                | 47,78    | Zofia Sadkowska Legia Warszawa                                                  | 45,24    |
| Rzut oszczepem            | Ksawera Grochal Gwardia Wrocław                                                     | 49,48    | Teresa Trukawińska Spójnia Gdańsk                                                     | 45,91    | Urszula Figwer AZS Kraków                                                       | 45,54    |

## Biegi przełajowe
36. mistrzostwa Polski w biegach przełajowych rozegrano 21 kwietnia w Puławach. Seniorki rywalizowały na dystansie 1,2 kilometra, a seniorzy na 3 km i 6 km.

### Mężczyźni
| Konkurencja:           | 1. miejsce                       | Rezultat | 2. miejsce                           | Rezultat | 3. miejsce                            | Rezultat |
| Bieg przełajowy (3 km) | Edward Szklarczyk Legia Warszawa | 10:01,2  | Bolesław Kowalczyk Zawisza Bydgoszcz | 10:11,8  | Marian Mizeraczyk Budowlani Bydgoszcz | 10:13,2  |
| Bieg przełajowy (6 km) | Jerzy Mathias Zawisza Bydgoszcz  | 18:51,8  | Edward Owczarek Gwardia Wrocław      | 18:54,2  | Edward Stawiarz Wawel Kraków          | 19:04,4  |

### Kobiety
| Konkurencja:             | 1. miejsce                      | Rezultat | 2. miejsce                         | Rezultat | 3. miejsce                     | Rezultat |
| Bieg przełajowy (1,2 km) | Henryka Jóźwik Budowlani Kielce | 3:46,0   | Krystyna Nowakowska Legia Warszawa | 3:46,8   | Maria Mróz Budowlani Bydgoszcz | 3:53,0   |

## Wieloboje
Mistrzostwa w wielobojach lekkoatletycznych zostały rozegrane 21 i 22 lipca w Łodzi.

### Mężczyźni
| Konkurencja:  | 1. miejsce                  | Rezultat  | 2. miejsce                   | Rezultat  | 3. miejsce                     | Rezultat  |
| Dziesięciobój | Jerzy Detko Wybrzeże Gdańsk | 6371 pkt. | Ryszard Szmal Czarni Wrocław | 6201 pkt. | Arnold Nentwich Czarni Wrocław | 6029 pkt. |

### Kobiety
| Konkurencja: | 1. miejsce                          | Rezultat  | 2. miejsce                  | Rezultat  | 3. miejsce                           | Rezultat  |
| Pięciobój    | Apolonia Winiarska Granat Skarżysko | 3560 pkt. | Janina Kwiatkowska ŁKS Łódź | 3312 pkt. | Stanisława Stępniewska Łysica Kielce | 3264 pkt. |